# 奥尔斯克机场
奥尔斯克机场 (英語：Orsk Airport) IATA代码：；ICAO代码：)是一座位于俄罗斯奥伦堡州奥尔斯克以南17公里的机场，且位于俄罗斯与哈萨克斯坦交界处。

## 历史
该机场修建于1982年，1987年启用第一条跑道，苏联时期驻扎过一个飞行中队在此，1990年之后降落过安托诺夫安-24飞机，1991年又有图-134飞机降落。2012年之前该机场无线电装置还属于哈萨克斯坦领土，不过两国通过协议交换了等面积的领土。

## 2018年空难
2018年2月11日在莫斯科多莫杰多沃机场飞往奥尔斯克机场途中发生空难，造成机上的65名乘客和6名机组人员全数遇难。

## 航班目的地
| 航空公司         | 目的地                                              |
| ---------------- | --------------------------------------------------- |
| Orenburzhye      | 奥伦堡特森特拉尼机场                                |
| 萨拉托夫航空     | 莫斯科多莫杰多沃机场 季节性航班: 辛菲罗波尔国际机场 |
| Uktus Aircompany | 科利佐沃国际机场                                    |